# Bujakovići
Bujakovići (cyr. Бујаковићи) – wieś w Bośni i Hercegowinie, w Republice Serbskiej, w gminie Srebrenica. W 2013 roku liczyła 170 mieszkańców.